# Wildenrath
Wildenrath ist ein Ortsteil der Mittelstadt Wegberg im Kreis Heinsberg im Bundesland Nordrhein-Westfalen.

## Geografie

### Lage
Wildenrath liegt südwestlich von Wegberg an der Bundesstraße 221 zwischen Wassenberg und Arsbeck am Rand des Naturparks Maas-Schwalm-Nette. Die Bundesstraße 221 verlief bis 2011 mitten durch Wildenrath und war durch hohes Verkehrsaufkommen stark belastet. Eine Verlegung der Bundesstraße östlich der Ortslage wurde nach Arsbeck im Jahre 2010 nun auch im Jahre 2011 in Wildenrath nach vielen Jahren der Planung realisiert.

### Nachbarorte
| Vlodrop    | Dalheim-Rödgen                              | Arsbeck       |
| Birgelen   | Kompassrose, die auf Nachbargemeinden zeigt | Tüschenbroich |
| Wassenberg | Myhl                                        | Gerderath     |

## Geschichte
Wildenrath, früher auch Wyldenroide, Wildenroidt, Wildenraedt oder Wildenraidt, ist urkundlich erstmals im Jahr 1118 erwähnt. Eine frühere Existenz gilt als sicher. Die Siedlung besaß bereits damals eine Kirche. Der Name Wildenrath enthält mit seinem Namensteil „-rath“ einen Hinweis auf die Rodungstätigkeit zu Beginn der Besiedlung. Die meisten der Rodungsorte entstanden hierzulande nicht vor dem 10. Jahrhundert. In der frühen Zeit der Siedlung waren die Grafen von Wassenberg Grundherren in Wildenrath. Der alte Herrensitz Haus Wildenrath, der vermutlich erst nach Gründung des Ortes errichtet wurde, war ursprünglich ein Lehen der Herrschaft Wassenberg. Zur Sicherung des Lebensunterhaltes war über Jahrhunderte hinweg die Land- und Forstwirtschaft dominierend. Von jeher erschwerte jedoch die geringe Fruchtbarkeit des Wildenrather Bodens die Landwirtschaft und machte andere Erwerbsquellen erforderlich. So entstanden in Wildenrath viele Handwerksbetriebe. Bis zum Beginn des 20. Jahrhunderts wurden aufgrund des Tonvorkommens am Schaagbach Gebrauchstöpferwaren und Dachziegel hergestellt. Archäologische Funde von Töpferöfen in der Nähe des Schaagbaches verweisen sogar noch auf die Zeit vor Gründung des Ortes: Johannes Bauer beschreibt 1954 in einem Aufsatz "Altes Töpferhandwerk im Schaagbachtal" wie er mit Unterstützung des Landesmuseums in Bonn einen fast vollständig erhaltenen, mittelalterlichen Töpferofen im Ossenbruch freigelegt hat (und darüber hinaus an mehreren Stellen im Schaagbachtal Reste von Töpfereien gefunden hat). Der mittelalterliche Ofen lag auf der Westseite des Schaagbaches, dort wo die Hochstraße den Schagbach quert. Bauer nimmt jedoch an, dass bereits vor dem Mittelalter im Ossenbruch Ton gebrannt wurde, da die vielen Urnengräber der Region Tongefäße enthalten, die auf die Zeit von 800 v. Chr. datiert wurden und deren Herstellung er im oberen Schaagbachtal vermutet. Die benötigten Tone befinden sich in einer Mächtigkeit von ca. 2–5 m an den relativ steilen Osthängen des Schaagbachtales, die zum Wassenberger Horst hinaufführen. Die Tone, die sonst weit unter der Oberfläche liegen, sind durch die Erosion an den Hängen angeschnitten; sie bilden das Liegende der Hauptterrasse. Sie sind in größeren Becken und Seen, die einem nördlich vorhandenen Meer vorgelagert waren, aus abgesetzter feiner Trübe entstanden. Anhand von im Ton eingelagerten Pollen kann man erkennen, dass die Entstehung in einem wärmeren Klima als heute und vor mehr als 1 Mill. Jahren (in der ausgehenden Tertiärzeit: im Pliozän) stattgefunden haben muss. Krings (1969) beschreibt sie allerdings als pleistozäne Tone der Tegelenzeit.
Sandvorkommen des Oligozäns ermöglichten darüber hinaus vielen Familien den Verkauf des in reichen Mengen vorhandenen weißen Sandes. Wildenrather Ziegelbäcker, Feinsandhändler und Besenbinder waren ringsum im Lande bekannt. In den meisten Bauern- und Tagelöhnerhäusern wurde zudem und vor allem in den Wintermonaten gesponnen und gewebt. Zahlreiche Hauswebereien boten Existenzgrundlagen.
Von 1934 an war Wildenrath der Verwaltungssitz des Amtes Myhl, das bis Ende 1971 bestand. Ein kurzer Abriss der Geschichte Wildenraths und des Amtes Myhl befindet sich auf einer Informationstafel in der Ortsmitte, die 2020 restauriert wurde:

„Amt Myhl in Wildenrath: Wer in eine fremde Gegend kommt und sich umschaut, der stellt mancherlei Fragen. Darf Ihnen dieser kurze Text einige davon beantworten? Sie sind hier im Amtsbezirk Myhl im nördlichen Teil des Landkreises Erkelenz, nahe der Grenze zum nachbarlichen Holland. Der Amtsbezirk ist 2932 ha groß und zählte Ende 1961 in seinen drei Gemeinden 7262 Menschen. Von ihnen wohnten in Wildenrath 1193, in Myhl 2383 und in der Gemeine Arsbeck, zu der auch die Ortschaft Dalheim-Rödgen gehört, 3756. Hinzu kommen viele hundert britische Soldaten und Offiziere, die mit ihren Familien im Amtsbezirk wohnen. Sie sind für uns Gäste und freundliche Mitbürger zugleich. – Alle drei Gemeinden haben zwar noch ihren ländlich-bäuerlichen Kern. Aber bezeichnend für Wildenrath ist heute der NATO-Flugplatz mit seinen Düsenmaschinen; in Myhl halten die traditionellen Kleinwebereien der Landwirtschaft mindestens die Waage; und Arsbeck mit Dalheim-Rödgen ist wirtschaftlich überwiegend nach Mönchengladbach, Rheydt und Erkelenz hin orientiert. So hat der Amtsbezirk ein beinah städtisches, weltoffenes Make up, das sich in vielfältiger Modernität, allenthalben in guten Straßen, neuen Wohn- und Siedlungsgebieten, in modernen Schulen, Jugendheimen und Kindergärten äußert, die allen Erfordernissen der Gegenwart und Zukunft entsprechen. Wildenrath verfügt zudem über einen bemerkenswert gestalteten Ortskern, Dalheim-Rödgen über ein beispielhaftes Kinderdorf und in Arsbeck und Myhl werden Sie mittelständische Betriebe, im ganzen Amtsbezirk Geschäfte des Einzelhandels und handwerkliche Unternehmen finden, die jeden Vergleich aushalten. Doch gibt es auch Wissenswertes anderer Art und der beständige Reichtum unserer Gemeinden ist die reizvolle Landschaft, die weithin gerühmt wird. – Wo aber heute unserer Orte liegen, da war schon vor Jahrtausenden besiedeltes Land. Mancherlei Zeugnisse und Spuren haben sich erhalten. Eine Besonderheit weist sogar bis in die erdgeschichtliche Epoche des Tertiär zurück: die „Dünen“ zwischen Dalheimer Mühle und Rosenthal sind vor Urzeiten Meeresgrund gewesen. Zahlreiche Funde im ganzen Bezirk, vor allem in Wildenrath und Myhl deuteten auf Menschen der Steinzeit hin. Mit dem Ortsnamen Myhl sind wir schon mitten in der keltisch-germanischen Epoche. „Meiclo“ war die keltische Bezeichnung für einen Sumpfwald. Die Franken, ein rundes Jahrtausend später, gingen bei uns sehr handfest und dauerhaft zu Werke. Zwischen Arsbeck und Dalheim-Rödgen errichteten sie ein heute noch ausgezeichnet erhaltenes Bollwerk gegen die Normanneneinfälle; der „Aldeberg“ ist eine jener „Motten“, die ein weitgestaffeltes Verteidigungssystem bildeten. Im übrigen hat Karl der Große im Raum des heutigen Wildenrath Küstenbewohner der Nordsee angesiedelt. Die Wildenrather galten darum lange als „eigenes Völkchen“. Sie sprachen noch bis zu Beginn des nivellierenden technischen Zeitalters eine besondere Mundart. – Was Wunder, daß unser Bezirk so nah bei Aachen gelegen schon in karolingischer Zeit seine klare christliche Prägung erhielt. Bereits im 9. Jahrhundert stand in Wildenrath eine Kirche, die erstmals 1118 urkundlich erwähnt wurde. In „Orsbeck“ (erst 1561 erhielt der Ort vom Herzog von Jülich den Namen Arsbeck) hatte das Rittergeschlecht von Helpenstein seinen Sitz. Im Jahre 1231 verkaufte Heinrich von Helpenstein ein Waldgelände mit Mühle und Weiher, und dort begann mit der Gründung eines Zisterzienserinnen-Stiftes für adelige Damen die Geschichte Dalheims. Mitten im Wald und dicht an der Bundesgrenze sind das ehemalige Kloster, der Weiher und die Dalheimer Mühle auch uns noch ein Bereich besonderer landschaftlicher Schönheit. 1298 war ein Ritter Rabodo von Odenkirchen Edelherr von Haus Wildenrath, dessen Lehnsrechte später beim Herzog von Brabant lagen, und das heute als alter Siedlungskomplex im Besitz des Bundes ist. 1475 wurde in Myhl ein Franziskanerinnen-Kloster gegründet. Unser Bezirk war nun lange ein Teil des Herzogtums Jülich. Der Dreißigjährige Krieg schwemmte plündernde Horden, Hungersnöte und Seuchen auch durch unsere Dörfer. Und schließlich kommt mit Napoleon die Umformung Europas. – Wie sich das bei uns auswirkte? Napoleon hob die Klöster von Dalheim und Myhl auf. Doch mit dem Code civil zog er Konturen des allgemeinen Lebens, die sich bis heute erhalten haben. Die Gemeinden Myhl, Wildenrath und Arsbeck wurden zu einer Mairie im Arrondissement Aachen und blieben – zunächst im ehemaligen Selfkantkreis Heinsberg, seit 1932 im Landkreis Erkelenz – bis heute als Amtsbezirk Myhl vereinigt. Der 1960 begonnene Neubau des Rathauses in Wildenrath, dem räumlichen Mittelpunkt des Bezirks, symbolisiert, wenn Sie es so wollen, alle bisherige kommunale Entwicklung und ist zugleich ein Auftakt zu neuer, künftiger Arbeit.“

Das ehemalige Amtshaus, in der Ortsmitte neu errichtet und im Jahr 1962 eröffnet, erinnert hieran. Seit dem 1. Januar 1972 gehört Wildenrath zu Wegberg.
Einen besonderen Einschnitt bedeutete 1952 die Eröffnung des NATO-Flugplatzes der britischen Royal Air Force und nach der Schließung 1992 die Errichtung des neuen Gewerbe- und Industrieparks mit dem großen, 1997 eröffneten Testgelände für Schienenfahrzeuge.
1970 wurde in Wildenrath bei Bodenbohrungen natürliches Mineral- und Quellwasser entdeckt, das seit 1972 aus einer Tiefe von 365 m zu kommerziellen Zwecken gefördert wird.

## Haus Wildenrath

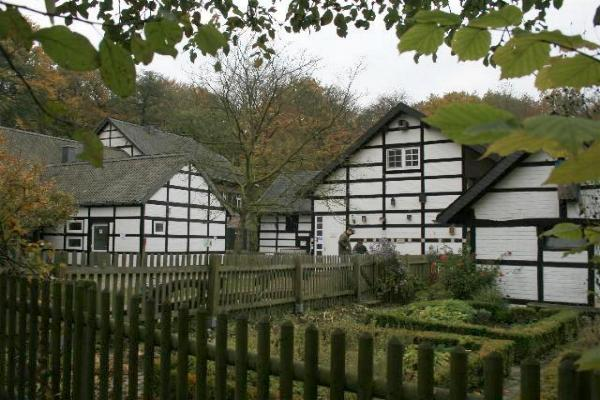
Haus Wildenrath

### Geschichte
Das Haus Wildenrath liegt südlich des Ortes im Bereich des Schaagbachquellgebietes. Die früheste urkundliche Erwähnung der adeligen Herren „von Wildenrath“ stammt aus dem Jahr 1318. Der ehemalige Herrensitz war ursprünglich ein Lehen der Grafen von Wassenberg. Er verblieb bis etwa 1500 im Besitz derer von Wildenrath und wechselte in der Folge in den Besitz verschiedener adeliger Familien. Dem Freiherr von Dorth gehörte es bis 1836. Dann erwarb es die Familie Packenius aus Wassenberg. Um 1830 waren die Gräben der Anlage noch soweit erhalten, dass man die rechteckige Vorburg und die von breiten Gräben umgebene Hauptburg unterscheiden konnte. Ältere Bauten sind von der Burganlage nicht erhalten. Etwa an der Stelle, an der früher das Herrenhaus stand, befinden sich heute ehemals landwirtschaftliche Gebäude, die vermutlich auf die erste Hälfte des 19. Jahrhunderts zurückgehen.
Vom 6. August 1877 bis zum Herbst 1878 baute die Bergisch-Märkische Eisenbahn-Gesellschaft den 20,5 km langen deutschen Streckenabschnitt der Bahnstrecke Eiserner Rhein von Mönchengladbach bis zur preußisch-niederländischen Landesgrenze. Man baute den Bahnhof Wegberg (km 12,8), den Haltepunkt Arsbeck ((18,1 km) und den Grenzbahnhof Dalheim (20,1 km). Damit war die Region um Wildenrath an das Eisenbahnnetz angeschlossen. 
Ende Februar und Anfang März 1945 wurde die Region von westalliierten Truppen eingenommen (Operation Grenade). Die nach Kriegsende geschaffene Britische Besatzungszone bestand bis zum Inkrafttreten des Besatzungsstatuts (21. September 1949). 
1965 kaufte die Gemeinde Wildenrath das Haus Wildenrath mit dem angrenzenden Waldgelände. Ziel war der Erhalt für die Öffentlichkeit als Beitrag zu dem im selben Jahr gegründeten Naturpark Schwalm-Nette. Wilhelm Dahmen erkannte den besonderen landschaftskundlichen Wert des Geländes und erarbeitete ein Konzept zur Errichtung eines Naturlehrparks, der 1968 eröffnet wurde. Ein Besuchergebäude kam 1975 hinzu. Heute ist die Stadt Wegberg Eigentümerin der Gebäude und des mittlerweile etwa 50 ha großen Lehrparkgeländes. 2003 pachtete der Naturschutzbund Deutschland e. V. dieses. Er betreibt dort die Naturschutzstation Haus Wildenrath.

### NABU-Naturschutzstation Haus Wildenrath
Die NABU-Naturschutzstation Haus Wildenrath hat ihren Sitz im Haus Wildenrath und betreut von hier als lokale biologische Station des Landes Nordrhein-Westfalen viele Schutzgebiete und seltene Arten im Kreis Heinsberg, z. B. die Teverener Heide und den Wegberger Meinweg. Zu den von der Station untersuchten und geschützten Arten zählen u. a. der Steinkauz, der Feldhamster und Fledermäuse.
2009 wurde auf umgebenden Flächen mit der Anlage eines rheinischen Obstsortengartens begonnen, wo 400–500 alte rheinische Obstsorten dauerhaft gesichert und dokumentiert werden sollen.

## Religion

### Filialkirche

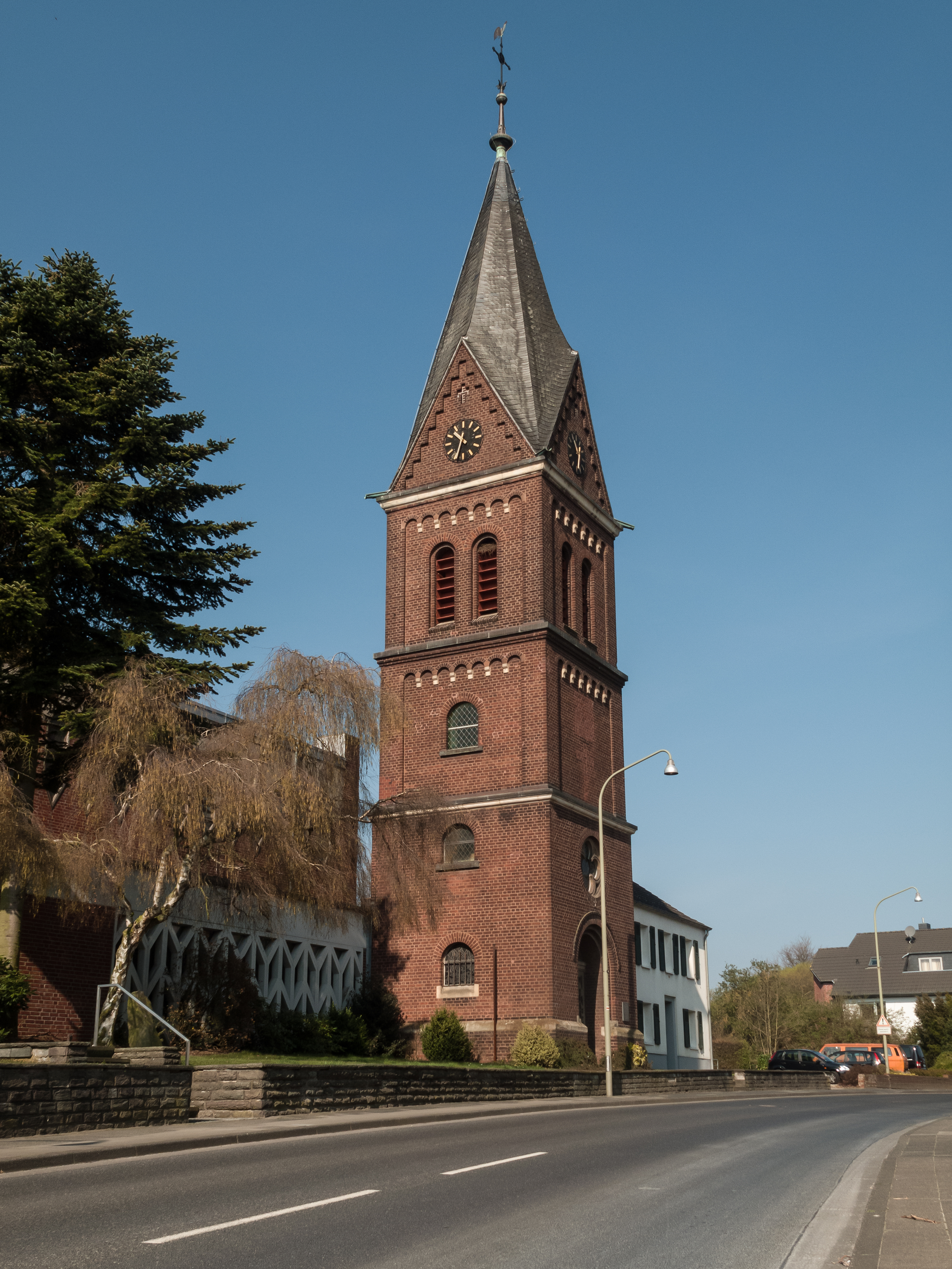
Kirche St. Johann Baptist

Die heutige Kirche des Ortes wurde in den Jahren 1964/65 nach Plänen des Architekten Josef Viethen aus Erkelenz errichtet. Die alte Kirche von 1850 wurde hierfür 1964 abgebrochen. Nur der 1894 erbaute, denkmalgeschützte Turm blieb erhalten. Die Kirche ist ein moderner flachgedeckter Betonbau mit niedrigen kurzen Seitenschiffen und zeigt den Baustil der 1960er Jahre. Der Kirchturm ist im Untergeschoss als Taufkapelle eingerichtet. In ihr befindet sich ein Taufstein aus dem 12. Jahrhundert. Die erste urkundliche Erwähnung der Kirche stammt von 1118, dem Jahr der Ersterwähnung Wildenraths.

### Ehrenmal und Kapelle
Das Ehrenmal an der Pfarrkirche in Wildenrath wurde im Jahre 1969 unmittelbar neben der neuen Pfarrkirche errichtet. Es ist eine Gedenkstätte für die Gefallenen und Vermissten der beiden Weltkriege.
Das außerhalb des Ortes an der Eckartstraße gelegene St. Johannes-Kapellchen wurde nach örtlicher Überlieferung um das Jahr 1870 aus Steinen der alten Kirche erbaut.

## Gewerbe- und Industriepark Wegberg-Wildenrath

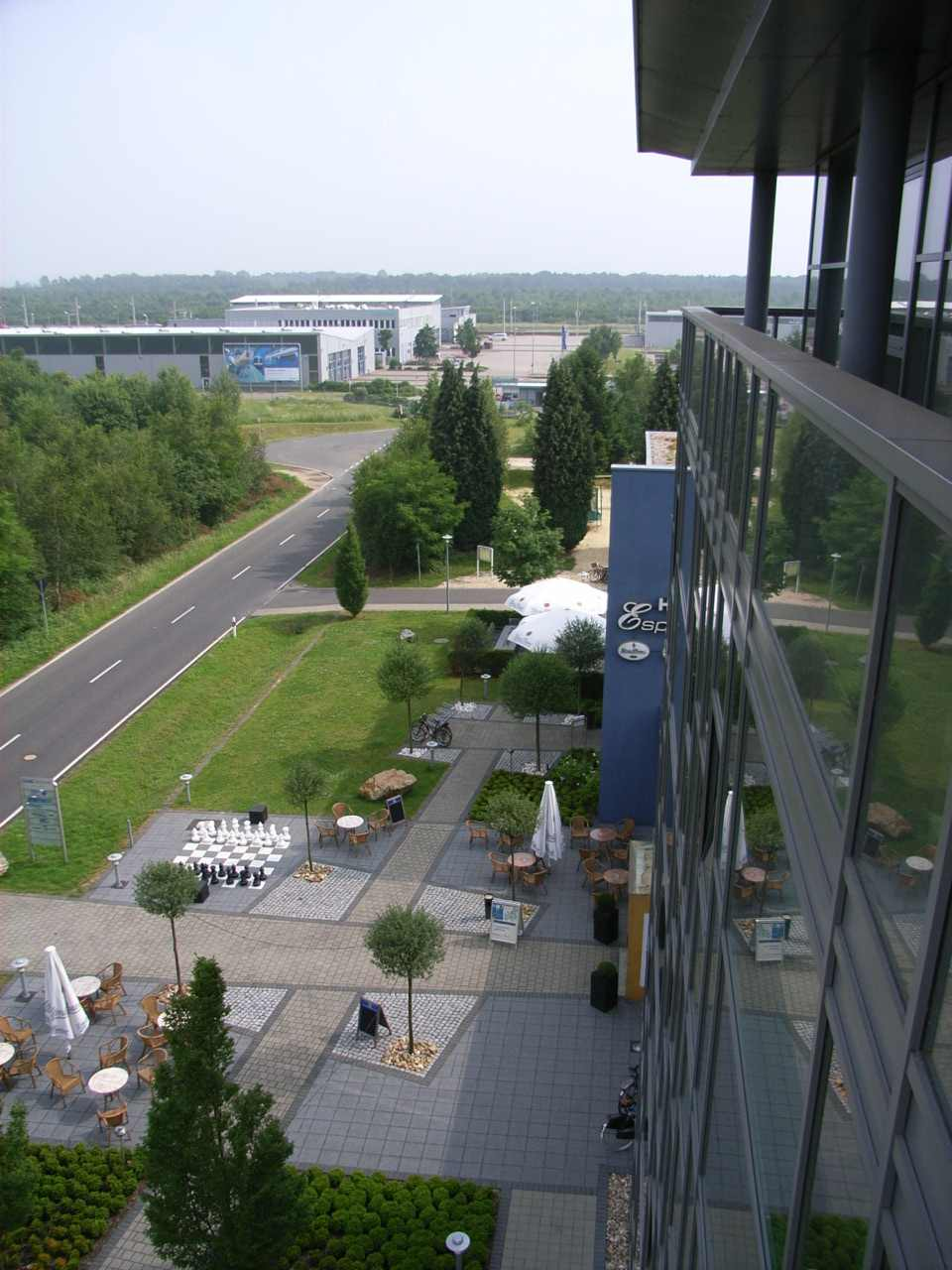
Gewerbegebiet Wildenrath

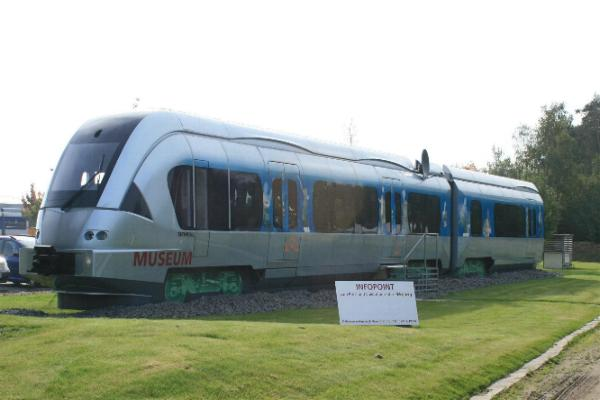
Museumszug an der Siemens-Teststrecke

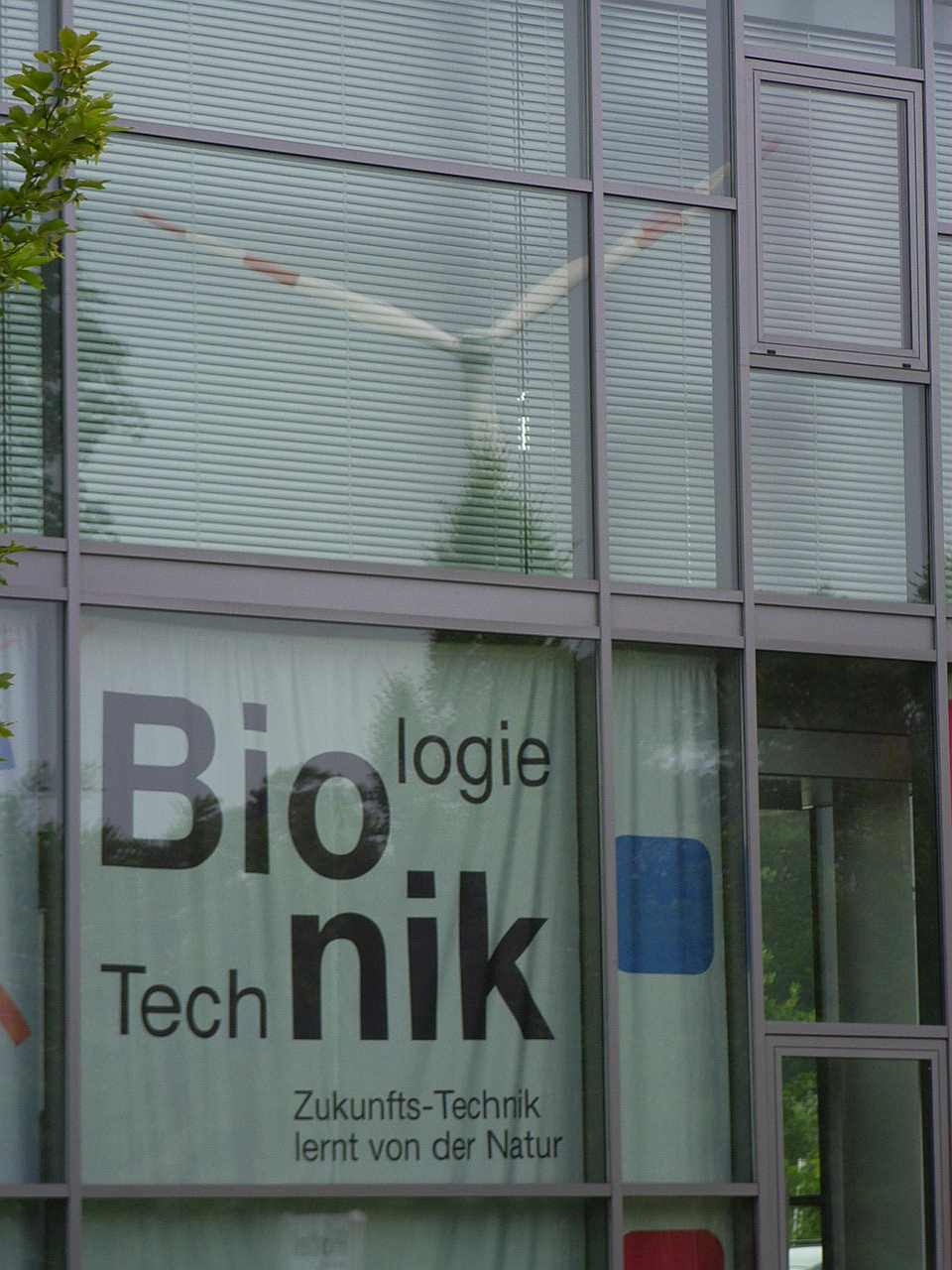
Naturparkzentrum Wildenrath

### Früherer Militärflugplatz Wildenrath
Von 1952 bis 1992 betrieb die Royal Air Force einen Militärflugplatz etwa 2 km südöstlich von Wildenrath.
In den ersten Jahren nach Rückgabe der Liegenschaft durch das Vereinigte Königreich wurde das riesige Areal des ehemaligen Flugplatzes als Musikfestivalgelände genutzt. 1993 fand darauf das dreitägige Rockkonzert Rock over Germany statt. In den folgenden zwei Jahren wurde hier Summerjam, ein Reggae-Festival, veranstaltet. Einer der großen Wartungshangars Hangar 5 wurde noch bis 2001 für größere überregionale Veranstaltungen, u. a. Partys des WDR-Jugendsenders 1 Live, genutzt.
Heute befindet sich auf Teilen des Geländes, nach erfolgreicher Konversion, der Gewerbe- und Industriepark Wegberg-Wildenrath, u. a. mit dem Siemens-Prüfcenter Wegberg-Wildenrath für Schienenfahrzeuge. Einige alte Shelter und Hangars sowie etwa ein Drittel der ursprünglichen Start-/Landebahn bestehen heute noch und werden von Fußgängern und der Natur zurückerobert.

### Naturparkzentrum Wildenrath
In dem abgelegenen Gewerbegebiet hat der Naturpark Maas-Schwalm-Nette ein Naturparkzentrum mit einer angegliederten Ausstellung zum Thema „Bionik – Natur und Technik“ eingerichtet. Die Ausstellung wurde vom Landesmuseum für Technik und Arbeit in Mannheim entwickelt und ist im Foyer eines Hotel- und Tagungskomplexes vor dem Siemens-Prüfcenter untergebracht.

## Infrastruktur
Es existieren landwirtschaftliche Betriebe teilweise mit Pferdehaltung, zahlreiche Gewerbe- und Kleingewerbebetriebe.
Die AVV-Buslinie 413 der WestVerkehr verbindet Wildenrath an Wochentagen mit Wegberg, Wassenberg und Heinsberg. Zusätzlich wird das vom Ort etwas abgelegene Gewerbegebiet an Schultagen von einzelnen Fahrten der Linie 418 bedient. Abends und am Wochenende kann der MultiBus angefordert werden.
| Linie | Linienverlauf |
| ----- | --- |
| 413   | (Wegberg Schulzentrum –) Wegberg Busbf – Klinkum – Bischofshütte – Petersholz – Arsbeck – Dalheim Bf – Rödgen – Wildenrath – (Wildenrath Gewerbegebiet –) Wassenberg – Orsbeck – Unterbruch – Heinsberg Busbf (← Heinsberg AOK)                                                                    |
| 418   | Erkelenz Bf (– Erkelenz ZOB) (→ Kehrbusch → Isengraben → Flassenberg) / (← Isengraben ← Kehrbusch) – Grambusch – Schwanenberg – Geneiken – (Wildenrath Gewerbegebiet –) Tüschenbroich – Watern – Wegberg Busbf (– Wegberg Bf – Harbeck – Merbeck – Venn – Tetelrath – Silverbeek – Niederkrüchten) |

Eine Gemeinschaftsgrundschule hat in Wildenrath ihren Standort. Nicht weit von der Schule entfernt ist auch der Kindergarten angesiedelt. Insgesamt zwei Kinderspielplätze stehen zur Verfügung.

## Sehenswürdigkeiten
- Turm der kath. Pfarrkirche, Heinsberger Straße 50 als Denkmal Nr. 150
- Gehöft (Haus Wildenrath), Naturparkweg 2 als Denkmal Nr. 151
- Kapellchen, Eckartstraße als Denkmal Nr. 163
- Ehrenmal an der Kirche in Wildenrath
- Taufstein aus dem 12. Jahrhundert in der Kirche Wildenrath

## Vereine
- Dorfgemeinschaft Wildenrath
- Schützenbruderschaft St. Johannes Baptist
- Trommler- & Pfeiferkorps Wildenrath 1948[13]
- Spielverein Helpenstein
- Kirchenchor Wildenrath
- Tennisclub TC Grün-Weiß Wildenrath-Arsbeck
- Golfclub Wildenrath
- Brieftaubenverein Wildenrath
- Segelclub Wildenrath
- Freiwillige Feuerwehr Wegberg, Löschgruppe Wildenrath